# Spedizione di Kabul
La spedizione di Kabul fu una spedizione punitiva intrapresa dal Regno Unito contro gli afghani a seguito della disastrosa ritirata da Kabul del 1842. Due eserciti britannici e della Compagnia britannica delle Indie Orientali avanzarono sulla capitale afghana da Kandahar e Jalalabad per vendicare il completo annientamento della colonna di Elphinstone, avvenuta nel gennaio 1842. Dopo aver liberato i prigionieri catturati durante la ritirata, gli inglesi distrussero parte di Kabul prima di ritirarsi in India. La spedizione fu l'ultima azione della prima guerra anglo-afghana.

## Contesto
Alla fine degli anni 1830, il governo britannico e la Compagnia delle Indie orientali si convinsero che l'emiro dell'Afghanistan Dost Mohammed Khan stesse accordandosi con l'Impero russo. Inviarono pertanto attraverso il Sindh un esercito che invase l'Afghanistan e restaurò l'ex sovrano Shah Shuja Durrani, che era stato deposto da Dost Mohammed trent'anni prima e che viveva in esilio in India. Concordarono inoltre un passaggio sicuro per rifornimenti e rinforzi con il maharaja Ranjit Singh, in cambio della cessione della regione contesa di Peshawar da parte di Shah Shuja Durrani.
Gli inglesi catturarono Kabul e Dost Mohammed Khan si consegnò ai britannici nel novembre 1840. Nel corso dell'anno successivo, i comandanti britannici ritirarono parte delle loro forze militari, nonostante la crescente resistenza popolare contro l'occupazione britannica. e cessarono di versare sovvenzioni ai Ghilji, che controllavano le vie di comunicazione tra Kabul e Peshawar. Nell'ottobre 1841 una brigata comandata dal brigadiere Robert Sale fu inviata da Kabul per liberare la rotta verso l'India attraverso il Passo Khyber, ma incontrò l'opposizione delle tribù Ghilji lungo tutto il percorso e rimase bloccata a Jalalabad.
Nel novembre 1841 ci fu una rivolta popolare a Kabul, durante la quale fu assassinato l'agente politico Alexander Burnes. Il debole comandante della guarnigione di Kabul, il generale William George Keith Elphinstone, non riuscì a reagire alla rivolta. Il figlio di Dost Mohammed Khan, Wazir Akbar Khan, si pose alla testa dell'insurrezione. Elphinstone chiese rinforzi al maggior generale William Nott, che comandava a Kandahar. Nott inviò a malincuore una brigata al comando del brigadiere MacLaren, ma fu bloccata da una forte nevicata e costretta a ritornare sui suoi passi.
William Hay Macnaghten, ministro alla corte di Shah Shujah Durrani, tentò di seminare il dissenso tra le file degli insorti e persino di far assassinare Wazir Akbar Khan, ma quest'ultimo, informato del progetto, fece uccidere Macnaghten durante un incontro, il 23 dicembre 1841. Alla fine, con le sue truppe bloccate in un accampamento indifendibile fuori Kabul, Elphinstone firmò un accordo con Wazir Akbar Khan, in base alla quale il suo esercito avrebbe dovuto evacuare Kabul, con la garanzia di un passaggio sicuro per Jalalabad. Il risultato fu il massacro, nel gennaio 1842, dell'esercito di Elphinstone, composto da 4500 soldati britannici e indiani e da 12000 civili al seguito delle truppe: solo un chirurgo britannico e una manciata di sepoy indiani raggiunsero Jalalabad. Elphinstone, alcuni ufficiali e le loro famiglie si consegnarono come ostaggi e furono fatti prigionieri.

### Reazione britannica
Alla notizia del disastro, stando alla testimonianza di sua sorella, Lord Auckland, governatore generale dell'India, sarebbe invecchiato di dieci anni. Tuttavia inviò dei rinforzi, al comando del maggior generale George Pollock, a Peshawar, dove una brigata di unità bengalesi comandata dal brigadiere Wild, con un contingente Sikh, aveva tentato senza successo di forzare il Khyber Pass alla fine del dicembre 1841. I Sikh avevano disertato e le unità del Bengala erano demoralizzate per il freddo, la mancanza di vestiti e le voci sul disastro della colonna di Elphinstone. Gli ordini di Pollock erano di ripristinare l'efficienza delle truppe a Peshawar e di alleviare la guarnigione assediata di Jalalabad. Lord Auckland doveva essere sostituito come governatore generale da Lord Ellenborough, la cui nave arrivò al largo di Madras il 21 febbraio 1842. Prima di assumere ufficialmente l'incarico, Lord Ellenborough scrisse che intendeva ripristinare il prestigio e l'onore britannico.
Gli inglesi conservavano ancora diverse guarnigioni in Afghanistan: a Kandahar, al comando di Nott; a Ghazni, sulla rotta tra Kandahar e Kabul, e a Jalalabad, al comando di Sale. Il generale Elphinstone, prigioniero, aveva inviato ai comandanti delle guarnigioni l'ordine di evacuare le posizioni in base ai termini degli accordi presi con Wazir Akbar Khan. Nott e Sale ignorarono l'ordine di Elphinstone, mentre il colonnello Thomas Palmer, a Ghazni, lo rispettò, ritirandosi dalla cittadella, facilmente difendibile, verso edifici più vulnerabili della città. Shah Shuja Durrani teneva ancora la fortezza di Bala Hissar a Kabul e cercava di guadagnare alla sua causa i capi delle tribù, sebbene non fosse più sostenuto dagli inglesi. Cercò anche di migliorare la sua posizione all'interno dell'Afghanistan chiedendo agli inglesi di rispettare i termini che Elphinstone aveva concordato con Wazir Akbar Khan.

### Sviluppi in marzo e aprile

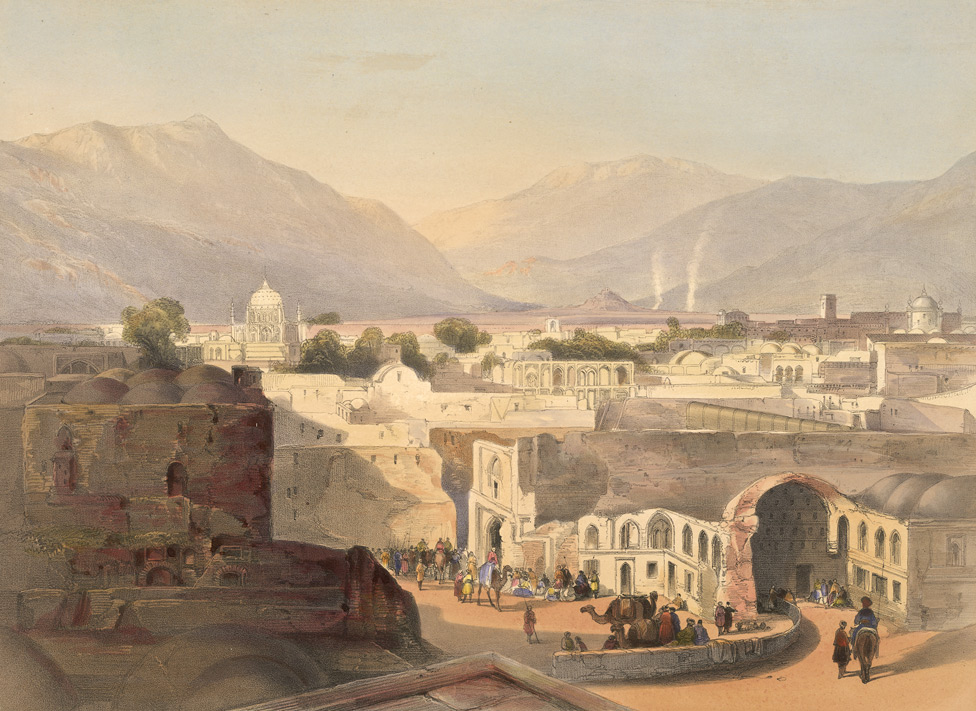
Schizzo di Kandahar, nel dicembre 1841

Durante la fine dell'inverno e la primavera ci furono combattimenti intorno a tutte le aree controllate dagli inglesi.
Il 10 febbraio 1842 Nott guidò una forza da Kandahar contro le tribù che lo tenevano bloccato. Gli afghani, guidati da un capo tribù di nome Mirza Ahmed, lo aggirarono e attaccarono la città, ma furono respinti dalla piccola guarnigione lasciata da Nott, subendo pesanti perdite. Le scorte di Nott si stavano esaurendo: una brigata al comando del brigadiere Richard England cercò di raggiungerlo da Quetta con dei rifornimenti, ma fu respinta. Poiché Kandahar non era più direttamente minacciata, Nott inviò un consistente distaccamento per incontrarsi con England e scortarlo a Kandahar.
Il 6 marzo 1842 le truppe presenti a Ghazni (il 27º fanteria del Bengala) furono attaccate e, dopo aver resistito per due settimane e mezzo, furono costrette ad arrendersi. I sepoy che rifiutarono di convertirsi all'islam furono uccisi e gli ufficiali britannici e le loro famiglie furono fatti prigionieri da Wazir Akbar Khan.
Il 19 febbraio 1842, dopo aver esitato per alcune settimane, Sale aveva guidato una sortita della guarnigione di Jalalabad per rifornirsi di cibo. Ripeté la sortita il 7 aprile 1842, sconfiggendo gli assedianti e costringendoli a togliere l'assedio.
Il 31 marzo 1842 Pollock, partito da Peshawar, forzò il Passo Khyber. Inviò le sue truppe sulle alture ai lati del passo per aggirare i difensori e riuscì nell'impresa subendo pochissime perdite. Il 14 aprile 1842 raggiunse Jalalabad, dove trovò che l'assedio era stato già tolto.
Mentre Wazir Akbar Khan era assente per condurre l'assedio di Jalalabad, Shah Shuja Durrani aveva ripristinato la sua autorità intorno a Kabul. Dopo aver temporeggiato per diverse settimane e aver chiesto segretamente l'aiuto britannico, alla fine di marzo uscì da Bala Hissar per unirsi alla jihad proclamata da Wazir Akbar Khan. Fu assassinato dagli uomini di Nawab Zaman Khan, un influente capo tribù che si risentiva del favore mostrato da Shah Shuja Durrani al suo rivale Naib Aminullah Khan. Uno degli assassini era il figlioccio di Shah Shuja Durrani, Shuja al-Daula. Il figlio di Shah Shuja Durrani, Futteh Jung, si autoproclamò successore del padre, ma ottenne ancora meno sostegno di lui.

## La battaglia di Kabul

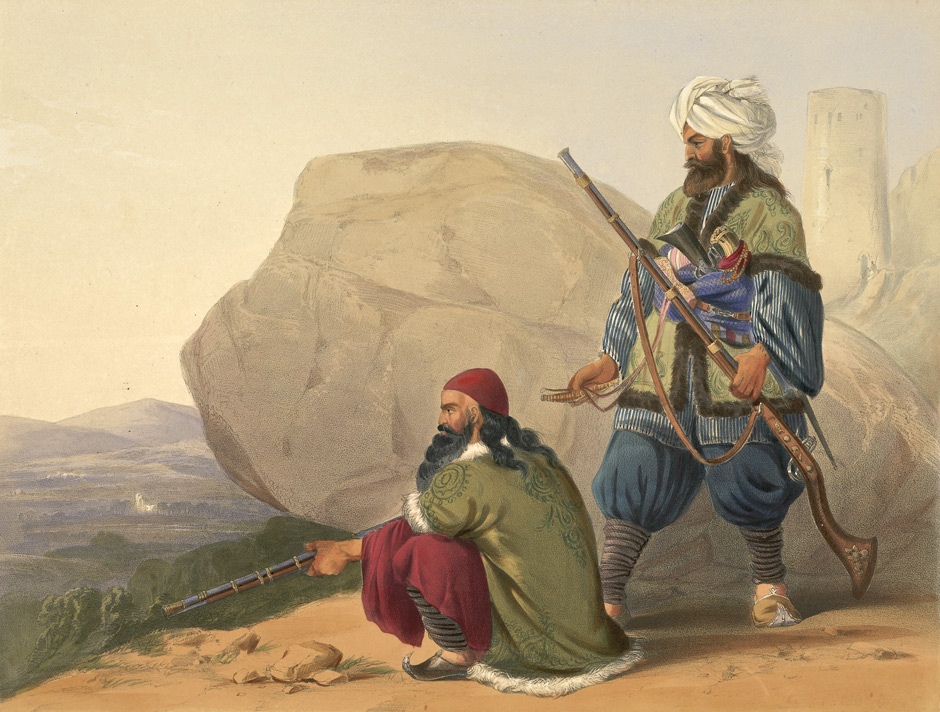
Uomini di tribù afghane nel 1841

In India, Lord Ellenborough aveva ammorbidito il suo precedente atteggiamento: il suo obiettivo primario era diventato quello evitare le spese di una lunga guerra. Ordinò a Nott e Pollock di ritirarsi, sostenendo che una volta che gli inglesi avessero evacuato l'Afghanistan, i negoziati con Wazir Akbar Khan per il rilascio degli ostaggi avrebbero potuto procedere con calma. Ellenborough fu osteggiato dai suoi generali e dal governo britannico, che insistevano sulla necessità di una severa rappresaglia, e di conseguenza modificò i suoi ordini. Pollock e Nott ricevettero di nuovo l'ordine di ritirarsi, ma a Nott fu permesso, se lo avesse voluto, di ritirarsi passando da Kabul (pur facendo così una deviazione di oltre 480 km), e a Pollock fu permesso muoversi verso Kabul, per coprire la ritirata di Nott. Lo storico di fine Ottocento John William Kaye scrisse che "le opinioni di Lord Ellenborough non erano cambiate, ma era cambiato il significato di alcune parole della lingua inglese".
Nott iniziò la sua "ritirata" il 9 agosto 1842. Rimandò il grosso delle sue truppe e dei suoi seguaci a Quetta, ma iniziò ad avanzare a nord verso Kabul con due reggimenti britannici (il 40º a piedi e il 41º a piedi), alcuni reggimenti sepoy che si erano precedentemente distinti e quattro batterie di artiglieria, per un totale di 6000 uomini. Il 30 agosto 1842 sconfisse una forza di 10000 afghani a Khelat-i-Ghilzai, vicino a Ghazni. Catturò poi Ghazni senza trovare opposizione e saccheggiò la città come rappresaglia per l'attacco a Palmer. Lord Ellenborough gli aveva specificamente ordinato di recuperare delle porte ornate in legno di sandalo, note come "Porte di Somnath", che erano state sottratte dai governanti afghani in India e poste sulla tomba del sultano Mahmud di Ghazna. Un intero reggimento sepoy, il 43º fanteria del Bengala, fu incaricato di riportare le porte in India. Le truppe di Nott arrivarono a Kabul il 17 settembre 1842.
L'esercito di Pollock, soprannominato "Esercito della vendetta", avanzava nel frattempo da Jalalabad. L'esercito era composto da quattro brigate, una delle quali era interamente composta da truppe britanniche, e in totale contava circa 8000 uomini. Dopo un duro scontro il 13 settembre 1842, sconfisse circa 15000 uomini delle tribù schierati da Wazir Akbar Khan al passo Tezin: la strada per Kabul era libera. Le truppe di Pollock si imbatterono in molti scheletri e corpi non sepolti di appartenenti alla colonna di Elphinstone e, nonostante gli ordini di Ellenborough e Pollock di mostrare moderazione, commisero molte brutali rappresaglie contro i villaggi e i loro abitanti. Pollock raggiunse Kabul il 15 settembre 1842, due giorni prima di Nott.
Con l'avanzare dei britannici, gli ostaggi nelle mani di Wazir Akbar Khan furono trattati meno duramente che in precedenza, ma furono trasferiti a Bamiyan per tenerli fuori dalla portata degli eserciti britannici. Nott fu sollecitato a inviare la cavalleria per salvare gli ostaggi, ma rifiutò di farlo, forse a seguito di un piccolo rovescio subito il 29 agosto 1842, quando la sua cavalleria aveva subito gravi perdite durante un attacco mal gestito. Per salvare gli ostaggi, Pollock inviò invece la cavalleria irregolare kizilbash, al comando di Richmond Shakespeare (suo segretario militare), e la fanteria, al comando del brigadiere Sale. Scoprirono che, alla notizia delle sconfitte afghane, gli ostaggi, tra cui la stessa moglie di Sale, avevano negoziato con i loro custodi il rilascio in cambio di denaro. In totale furono liberati trentacinque ufficiali britannici, cinquantuno soldati semplici, dodici mogli di ufficiali e ventidue bambini che erano stati presi in ostaggio da Wazir Akbar Khan.
Un distaccamento dell'esercito di Pollock devastò Charikar, per vendicare la distruzione e il massacro di un piccolo distaccamento irregolare di gurkha avvenuto nel novembre precedente. Infine, Pollock ordinò di distruggere lo storico bazar coperto di Kabul. Nonostante l'ordine di risparmiare il resto della città, la disciplina nell'esercito venne meno e si verificarono numerosi saccheggi e distruzioni. Anche gli sciiti di lingua persiana kizilbash, che si opponevano ad Wazir Akbar Khan, e molti mercanti indiani furono ridotti in rovina.
Non tutti i sepoy indiani dell'esercito di Elphinstone erano morti nella ritirata. Circa 2000, molti dei quali avevano perso gli arti a causa del congelamento, erano tornati a Kabul, venduti come schiavi o ridotti a mendicare. Pollock riuscì a liberare molti di loro, ma molti altri furono abbandonati sulle colline intorno a Kabul quando le forze britanniche si ritirarono precipitosamente nel novembre 1842.

### Evacuazione definitiva
L'esercito di Pollock si ritirò quindi, passando da Jalalabad, fino a Peshawar. Futteh Jung cedette il potere e accompagnò l'esercito in ritirata.
La ritirata da Kabul fu una marcia ardua, soggetta ad attacchi da parte delle tribù afghane da Gandamak in poi. Sebbene la colonna fosse molto meglio organizzata rispetto a quella di Elphinstone, un gran numero di sbandati fu lasciato indietro per essere recuperato dalla retroguardia o abbandonato a morire. Il 3 novembre 1842 parte di una divisione comandata dal generale McGaskill cadde in un'imboscata nei pressi di Ali Masjid, nel punto più stretto del Khyber Pass, e fu distrutta. Le perdite aumentarono a causa dei cecchini e delle imboscate, finché le truppe non furono in vista del forte di Jamrud e della salvezza.

## Conseguenze
A tre mesi dal ritiro definitivo dei britannici, questi ultimi permisero a Dost Mohamed Khan di tornare dall'India per riprendere il suo potere. Wazir Akbar Khan morì nel 1845, forse avvelenato dal padre, che temeva la sua ambizione. Le successive relazioni di Dost Mohamed Khan con i britannici furono equivoche fino alla sua morte. Appoggiò a malincuore i Sikh durante la seconda guerra anglo-sikh, in cambio della promessa che Peshawar sarebbe stata restituita al dominio afghano, ma gli inglesi non abbandonarono mai la città. Rimase neutrale quando scoppiò la ribellione indiana del 1857. La politica britannica fu quella di evitare spedizioni in Afghanistan per quasi quarant'anni.
Le "Porte di Somnath", faticosamente riportate in India, vennero fatte sfilare per il paese, ma furono dichiarate false dagli studiosi indù (Henry Rawlinson, un agente politico presente nell'esercito di Nott, aveva già avvertito Ellenborough di questo fatto). Alla fine furono installate ad Agra.
Un battaglione di fanteria, il reggimento Khelat-i-Ghelzai, e una batteria di artiglieria dell'esercito di Shah Shuja Durrani si ritirarono in India con gli eserciti britannici e furono accolti nell'esercito della Compagnia delle Indie Orientali. L'unità di artiglieria entrò a far parte dell'esercito britannico e oggi sopravvive come Batteria T (truppe di Shah Shuja) dell'artiglieria reale.